# Pansy Division
Pansy Division est un groupe de punk rock américain, originaire de San Francisco, en Californie. Formé en 1991, il est à l'origine du genre queercore.

## Biographie

### Débuts
Le nom du groupe est un jeu de mots entre le terme allemand Panzerdivision et le mot anglais pansy, qui désigne en argot un homme homosexuel efféminé.
Ils font leur apparition lors de l'enregistrement de la compilation Outpunk Dance Party chez Outpunk Records, à laquelle ils participent avec la chanson I Can't Sleep. Ils ont depuis enregistré plusieurs singles et LP, principalement pour les labels indépendants Lookout! Records et Alternative Tentacles.
Le groupe sera composé de Chris Freeman (guitare basse/voix), Jon Ginoli (guitare/voix), Joel Reader (guitare/voix), Luis Illades (percussions). Luis Illades et Joel Reader sont aussi membres du défunt groupe de punk rock The Avengers.

### Période Lookout! (1993-2000)
Le premier batteur, Dustin Donaldson, les quitte pour former son propre groupe, I Am Spoonbender, en 1994. Le premier guitariste Patrick Goodwin quitte le groupe en 2003, il est depuis membre des Hammers of Misfortune et de Dirty Power, faisant les chœurs et jouant de la guitare pour ces deux groupes. Pansy Division porte le queercore en pleine lumière lorsque Green Day les choisit pour ouvrir leur tournée nationale aux États-Unis.
La plupart des chansons de Pansy Division se concentrent sur divers aspects de la vie gay, en particulier la sexualité, généralement de manière humoristique. Le groupe a aussi repris quelques chansons d'autres artistes, dont Cowboys Are Frequently, Secretly Fond of Each Other de Ned Sublette, Smells Like Teen Spirit (sous le titre Smells like Queer Spirit) de Nirvana, Rock 'n' Roll Queer Bar des Ramones et Jack U Off de Prince. Ils ont aussi repris Big Bottom de Spinal Tap et Femme Fatale de The Velvet Underground.
1998 assiste à la sortie de leur cinquième album studio, Absurd Pop Song Romance, qui se caractérise, contrairement aux précédents opus, par des paroles moins humoristiques et plus sombres, accompagnées de guitare à la rock alternatif. Le groupe ouvre ensuite pour Rancid à leur tournée Life Won't Wait.

### Dernières activités (depuis 2001)
En 2001, Pansy Division souhaite enregistrer un nouvel album, mais par manque de soutien de la part de Lookout, le groupe quitte ce dernier et signe avec Alternative Tentacles la même année. Leur album, Total Entertainment!, est publié en 2003.
En 2006, Alternative Tentacles publie The Essential Pansy Division, un best-of de 30 chansons accompagné d'un DVD de différents clips. Après la sortie de Total Entertainment, L'activité de leurs tournées décline, les membres ayant emménagé un peu partout. En 2007, Pansy Division lance sa première tournée nationale depuis 2003 avec The Avengers. En 2008, le groupe devient le sujet d'un documentaire appelé Pansy Division: Life in a Gay Rock Band, réalisé par Michael Carmona. Il sera diffusé dans de nombreux festivals LGBT, et est publié en DVD en 2009. 2009 voit paraitre leur septième album, intitulé That’s So Gay. En février la même année sort le vinyle 7" de Average Men.

## Membres

### Membres actuels
- Jon Ginoli – chant, guitare (depuis 1991)
- Chris Freeman – basse, chant (depuis 1991)
- Joel Reader – guitare solo, chant (depuis 2004)
- Luis Illades – batterie (depuis 1996)

### Anciens membres
- Jay Paget – batterie (1991–1992)
- David Ward – batterie (1992–1994)
- Liam Hart – batterie (1994)
- David Ayer – batterie (1994)
- Dan Panic  – batterie (1994)
- Patrick Hawley – batterie (1995)
- Dustin Donaldson – batterie (1995–1996)
- Patrick Goodwin – guitare solo (1997–2004)
- Bernard Yin – guitare solo (2004)

## Discographie
- 1993 : Undressed (Lookout! Records)
- 1994 : Deflowered (Lookout! Records)
- 1995 : Pile Up (Lookout! Records)
- 1996 : Wish I'd Taken Pictures (Mint Records)
- 1997 : More Lovin' From Our Oven (Lookout! Records ; compilation)
- 1998 : Absurd Pop Song Romance (Lookout! Records)
- 2003 : Total Entertainment! (Alternative Tentacles)
- 2006 : The Essential Pansy Division (Alternative Tentacles)